# Marillenknödel

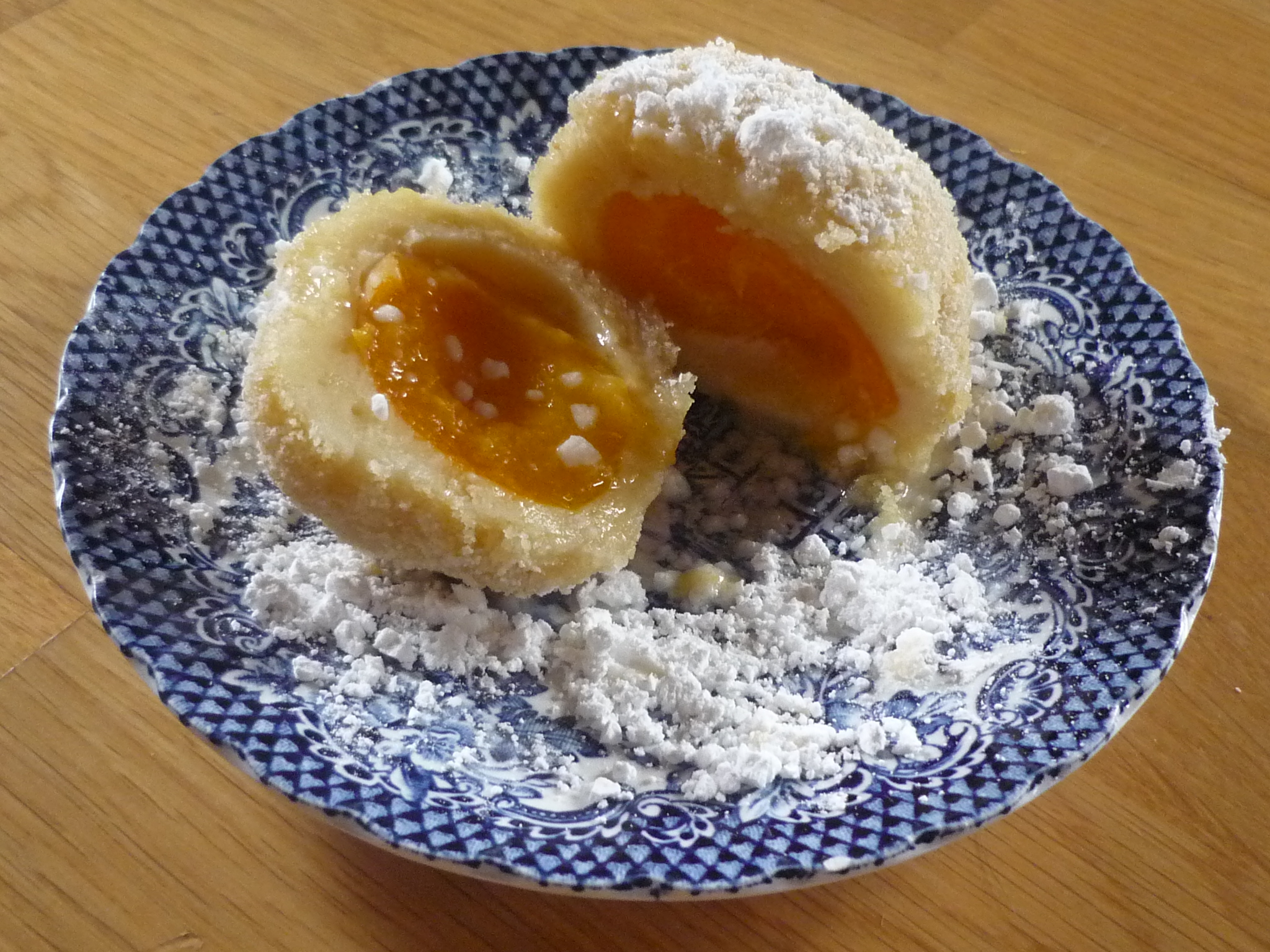
Marillenknödel

Marillenknödel sind eine traditionelle Mehlspeise der böhmischen und österreichischen Küche. Vor allem in den Marillen-Anbau-Gebieten wie der Wachau und im Vinschgau sind sie verbreitet. Darüber hinaus sind Marillenknödel auch in der bayerischen Küche bekannt.

## Zubereitung

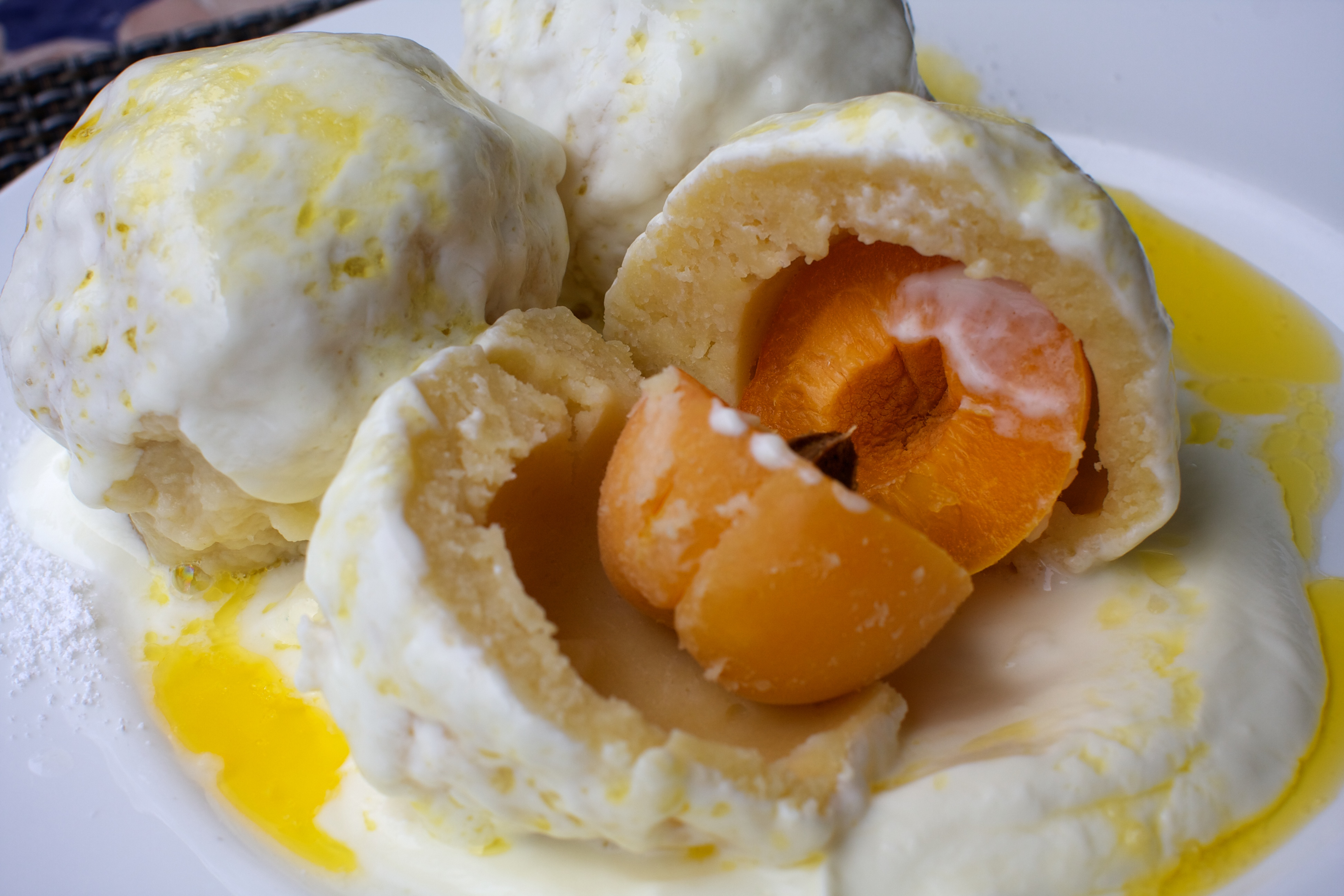
Marillenknödel mit Topfen und Butter

Es werden kleine Knödel aus Teig geformt, in die entsteinte Marillen gesteckt werden. Bei vollreifen Früchten werden ganze Früchte verwendet. Die Knödel werden gekocht und in gebräunten Bröseln gewälzt, anschließend mit Staubzucker bestreut serviert. Als Teig findet vor allem Topfenteig, Erdäpfelteig und Brandteig Verwendung. Regional werden die Knödel auch mit Zimtzucker, Mohn oder zerdrückten Pfefferkuchenbröseln bestreut. Oder der sehr trockene tschechische Topfen wird gerieben und über die Knödel gegeben. Gelegentlich werden sie mit zerlassener Butter übergossen.

## Marillenknödel als Fertiggericht
Marillenknödel haben auch zahlreiche Fertiggerichthersteller in ihrem Sortiment. Kritisiert wird, dass als Füllung nicht immer ganze Marillen verwendet werden, sondern bei einigen Produzenten stattdessen Marillenmark mit zerkleinerten Fruchtstücken.

## Sonstiges

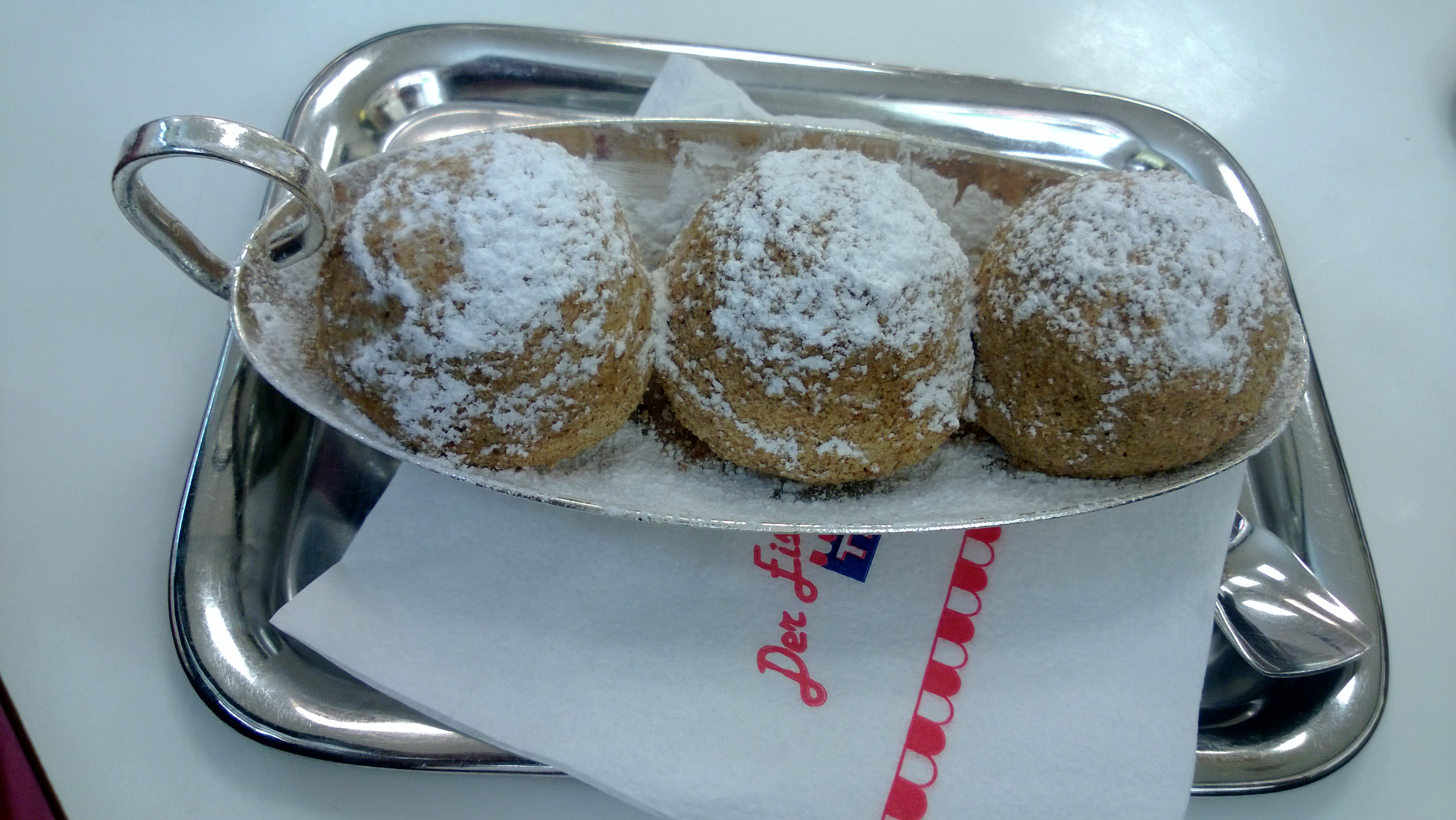
Tichys Eismarillenknödel

Im Wiener Eissalon Tichy am Reumannplatz werden die von Kurt Tichy erfundenen Eismarillenknödel angeboten. Dabei wird der Teig aus Speiseeis nachgeahmt, die Brösel bestehen aus einem Nuss-Zucker-Gemisch.